# Wilhelm Friedrich Ernst Bach
Wilhelm Friedrich Ernst Bach (Bückeburg, Alemanya, 27 de maig de 1759 - 25 de desembre de 1845) va ser un pianista i compositor alemany, fill de Johann Christoph Friedrich i net de Johann Sebastian Bach. Va ser un dels darrers músics de renom de la família Bach.
Va néixer a Bückeburg (actualment a la Baixa Saxònia), on tant el seu pare, Johann Christoph Friedrich Bach, com la seva mare, Lucia Elizabeth Munchhausen, tenien càrrecs musicals a la cort; ell era mestre de concerts (Konzertmeister) i ella cantant. Va rebre la primera educació musical del seu pare i després va estudiar amb el seu oncle Johann Christian Bach a Londres, arribant a destacar per les seves extraordinàries qualitats com a pianista. Va estar a Londres entre 1778 i 1782, any en què va morir el seu oncle, efectuant gires per Alemanya, França i Països Baixos.
Després d'un curt període com a director musical a Minden (actualment a Rin del Nord-Westfàlia), el 1786 va acceptar la invitació de Frederic Guillem II de Prússia, que el va anomenar director musical i professor de música dels seus fills en la cort de Berlín.
El 23 d'abril de 1843 va assistir a Leipzig a la cerimònia organitzada per Felix Mendelssohn en la que s'inaugurava el monument al seu avi, Johann Sebastian Bach; s'estava vivint el redescobriment de la seva figura, moviment que aniria creixent amb els anys. Allà va conèixer Robert Schumann, que el va descriure com "un àgil ancià de 84 anys amb cabells blancs i trets expressius".
Amb la seva mort es va extingir pràcticament la dinastia de la família Bach, ja que només una de les seves dues filles es va casar, sense deixar descendència.

## Llista d'obres
- 10 cantates
- Diversos lieder
- 3 concerts per a piano i orquestra
- 1 concert per a dos pianos i orquestra
- 2 simfonies
- 2 suites
- Gran sonata per a piano (1778)
- Dreyblatt, per a piano a 4 mans